# Randall (nome)
Randall  è un nome proprio di persona inglese maschile.

## Varianti
- Maschili: Randell[4]
  - Ipocoristici: Rand[3], Randy[1][2], Randie[2]
- Femminili: Randelle[5]

## Origine e diffusione
Si tratta di una ripresa già cinquecentesca del cognome inglese Randall, a sua volta tratto da Randal o Randel, una variante o un diminutivo medio inglese di Randolph e di altri nomi che iniziano per Rand- (generalmente derivati dalla radice germanica rand, "orlo [di scudo]").

## Onomastico
Il nome è adespota, cioè non è portato da alcun santo. L'onomastico si può festeggiare il giorno di Ognissanti, il 1º novembre.

## Persone

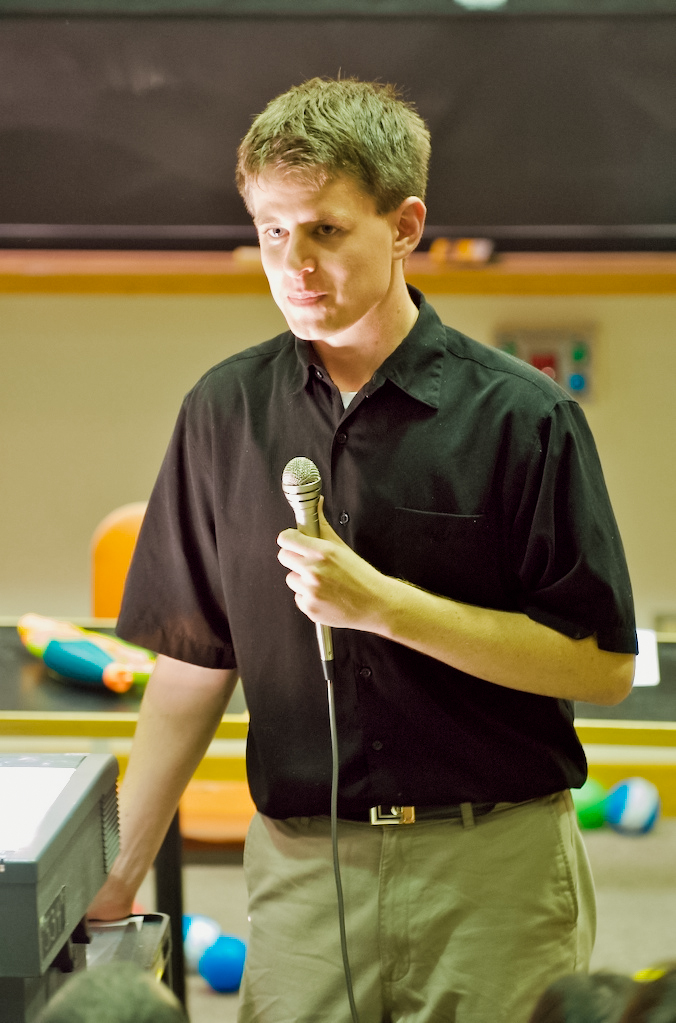
Randall Munroe

- Randall Balmer, religioso e storico statunitense
- Randall Cobb, giocatore di football americano statunitense
- Randall Cunningham, giocatore di football americano statunitense
- Randall Garrett, scrittore statunitense
- Randall Jarrell, poeta, saggista e scrittore statunitense
- Randall Kenan, scrittore statunitense
- Randall Munroe, programmatore, fumettista e scrittore statunitense
- Randall Park, attore, comico e regista statunitense
- Randall Shughart, militare statunitense
- Randall Zisk, sceneggiatore, produttore cinematografico e regista statunitense

## Il nome nelle arti
- Randall Boggs è un personaggio del film d'animazione del 2001 Monsters & Co.
- Randall Flagg è un personaggio dei romanzi dello scrittore Stephen King.